# كاباتاش

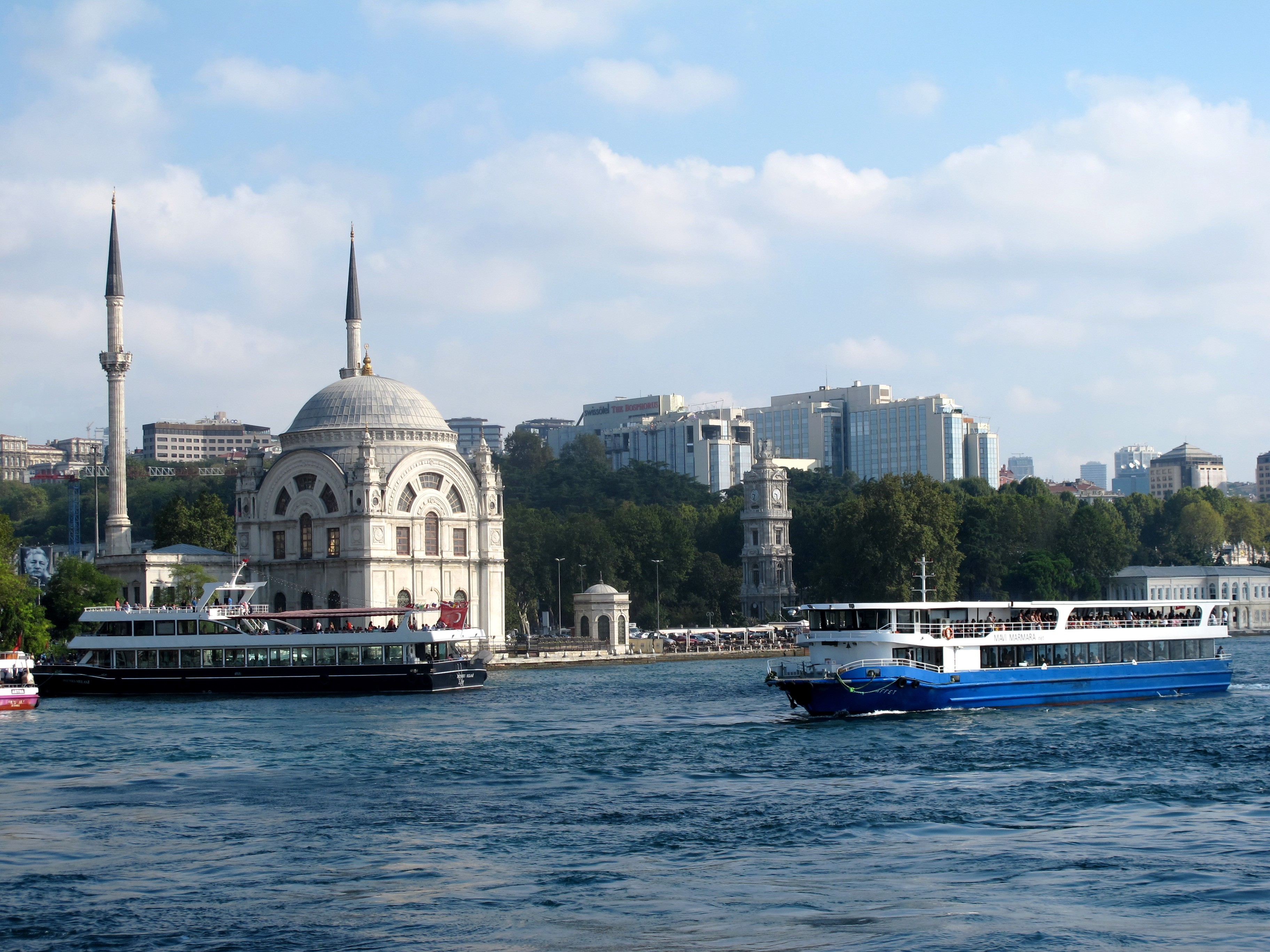
منظر لكاباتاش من جامع دولمة باهجة.

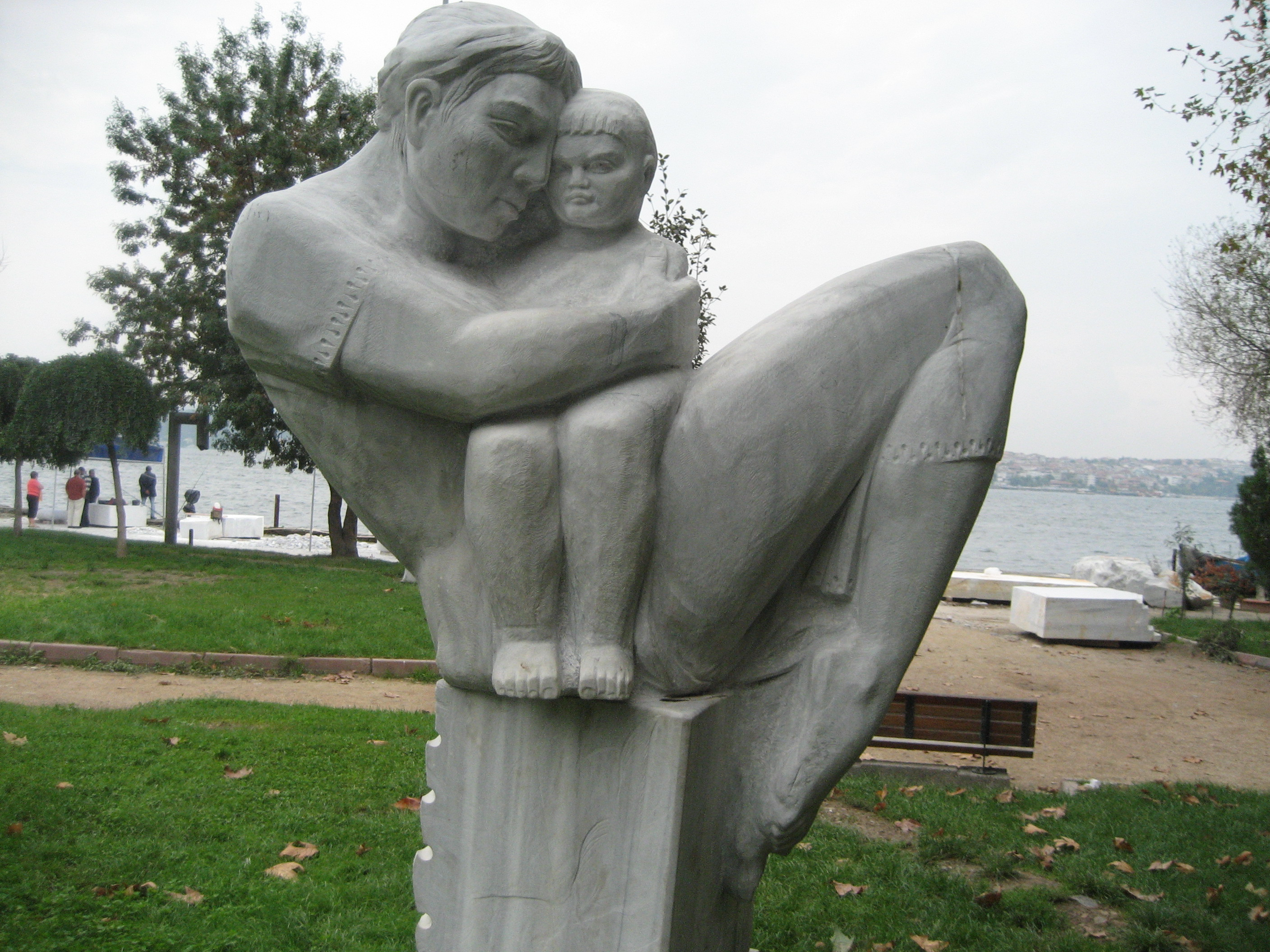
منظر لبارك فيندكلي في كاباتاش

قَبَاطَاش (بالتركية: قباطاش/Kabataş) هي ربع تابع لبلدية بايوغلو في إسطنبول، تركيا. تقع قباطاش على الشاطئ الأوربي من مضيق البوسفور، بين بشكطاش وكاراكوي. وتشتمل المنطقة على وسائل النقل العام المتنوعة بين القطار الجبلي المائل الذي يصل إلى ميدان تقسيم وبين الترام والعبارات البحرية.

## معالم تاريخية ومشهورة
يقع كلا من جامع دولمة باهجة التاريخي الشهير وقصر دولمة باهجة وملعب إينونو بشيكتاش ونادي بشكتاش في منطقة كاباتاش.

## وصلات خارجية
- Images of Kabataş نسخة محفوظة 21 سبتمبر 2020 على موقع واي باك مشين.

### خريطة مفصلة لكاباتاش،بايوغلو
- Map of Kabataş